# Stanisław Koziarski
Stanisław Marian Koziarski (ur. 1955) – polski geograf, specjalizujący się w geografii społeczno-ekonomicznej, geografii transportu; nauczyciel akademicki, związany z opolskimi jednostkami naukowo-dydaktycznymi.

## Życiorys
Urodził się w 1955 roku na terenie Opolszczyzny. W latach 1962–1970 uczęszczał do miejscowej Publicznej Szkoły Podstawowej w Dobrodzieniu, w powiecie oleskim, a po jej ukończeniu do klasy o profilu elektrycznym w Technikum nr 11 w Kaletach, gdzie w 1975 roku pomyślnie zdał egzaminy: zawodowy oraz maturalny. Następnie podjął studia geograficzne w Wyższej Szkole Pedagogicznej im. Jana Kochanowskiego w Kielcach, które ukończył w 1980 roku magisterium.
Niedługo po ukończeniu studiów związał się z Instytutem Śląskim w Opolu i uzyskał stopień naukowy doktora, a następnie został w latach 90. XX wieku pracownikiem naukowo-dydaktycznym Katedrze Polityki Regionalnej Politechniki Opolskiej (do 1996 roku Wyższej Szkoły Inżynierskiej w Opolu), a także podjął pracę na Uniwersytecie Opolskim (do 1994 roku Wyższa Szkoła Pedagogiczna w Opolu). W 1998 roku otrzymał stopień naukowy doktora habilitowanego nauk o Ziemi w zakresie geografii o specjalności geografia na podstawie pracy pt. Przekształcenia struktury przestrzennej sieci kolejowej w Polsce i na świecie, który został mu nadany przez Instytut Geografii i Przestrzennego Zagospodarowania im. Stanisława Leszczyckiego Polskiej Akademii Nauk. W 2014 uzyskałtytuł profesoranauk o Ziemi.
Obecnie pracuje wyłącznie na Uniwersytecie Opolskim, gdzie jest kierownikiem Zakładu Monitoringu i Zagospodarowania Przestrzennego, wchodzącego w skład Samodzielnej Katedry Ochrony Powierzchni Ziemi UO. W 2012 roku został wybrany na dziekana Wydziału Przyrodniczo-Technicznego UO.

## Działalność naukowa
W kręgu zainteresowań naukowych Stanisława Koziarskiego znajdują się zagadnienia związane z szeroko rozumianą geografią społeczno-ekonomiczną i geografią transportu. Do jego najważniejszych publikacji należą:
- Sieć kolejowa w aglomeracjach miejsko-przemysłowych makroregionu południowego, Opole 1989.
- Rozwój sieci kolejowej na Śląsku, Opole 1991.
- 150 lat kolei na Śląsku, Opole-Wrocław 1992, współautorstwo.
- Sieć kolejowa Polski w latach 1918-1992, Opole 1994, współautorstwo.
- Rozwój sieci kolejowej w Polsce, Warszawa 1995, współautorstwo.
- 150 lat Drogi Żelaznej Warszawsko-Wiedeńskiej, Warszawa 1995, współautorstwo.
- Przekształcenia struktury przestrzennej sieci kolejowej w Polsce i na świecie, Opole 1996.
- Komunikacja na Śląsku, Opole 2001, współautorstwo.
- Rozwój przestrzenny sieci autostrad na świecie, Opole 2004.
- Transport w Europie, Opole 2005.
- Transport lądowy na świecie, Opole 2007.

## Odznaczenia
- Brązowy Krzyż Zasługi (2002)[9]